# 2010年全豪オープン
2010年 全豪オープン（2010ねんぜんごうオープン、Australian Open 2010）は、オーストラリア・メルボルンにある「メルボルン・パーク・ナショナルテニスセンター」にて、2010年1月18日から1月31日まで開催された。

## シニア

### 男子シングルス
ロジャー・フェデラー def.  アンディ・マレー, 6–3, 6–4, 7–6(11)

### 女子シングルス
セリーナ・ウィリアムズ def.  ジュスティーヌ・エナン, 6–4, 3–6, 6–2

### 男子ダブルス
ボブ・ブライアン /  マイク・ブライアン def.  ダニエル・ネスター /  ネナド・ジモニッチ 6–3, 6–7(5), 6–3

### 女子ダブルス
ビーナス・ウィリアムズ /  セリーナ・ウィリアムズ def.  リーゼル・フーバー /  カーラ・ブラック, 6-4, 6-3

### 混合ダブルス
カーラ・ブラック /  リーンダー・パエス def.  エカテリーナ・マカロワ /  ヤロスラフ・レビンスキー, 7–5, 6–3